# Herz Mariä (Wiener Neustadt)

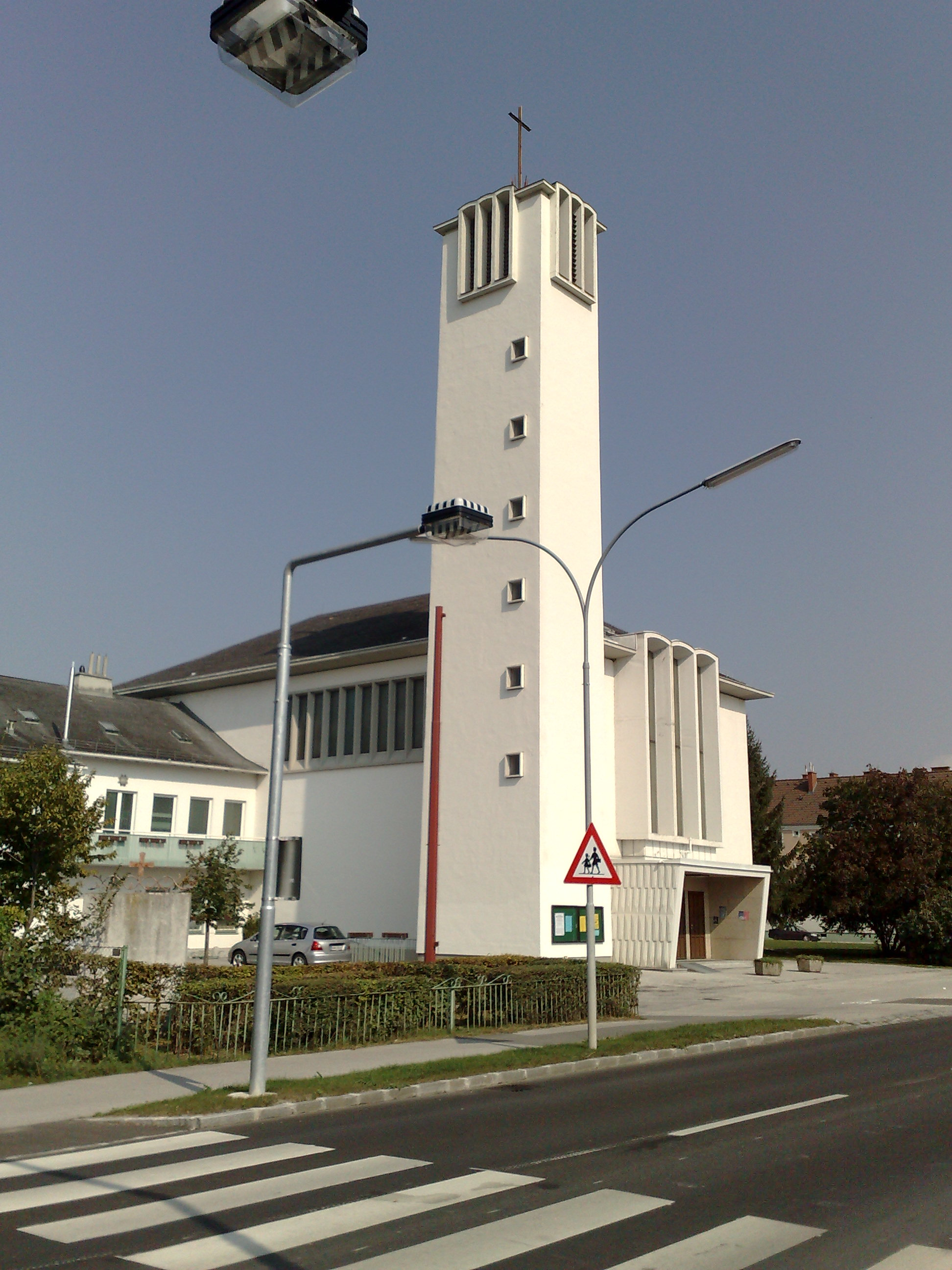
Pfarrkirche Herz Mariä in Wiener Neustadt von Südwesten

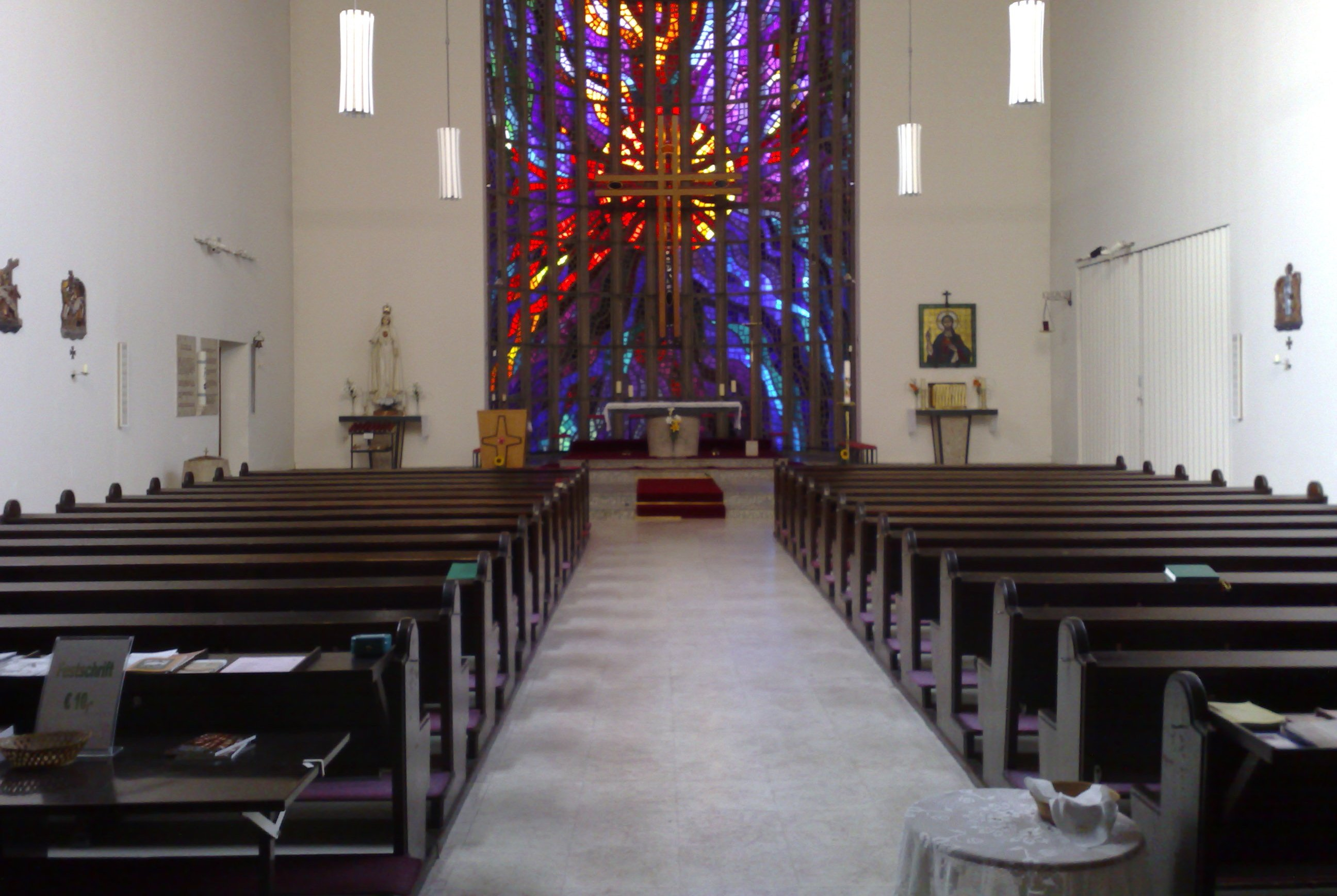
Langhaus zur Altarwand mit großem Betonglasfenster

Die Pfarrkirche Herz Mariä ist die römisch-katholische Kirche im Stadtteil Josefstadt (Kriegsspital) in Wiener Neustadt, Pottendorfer Straße 117.

## Geschichte und Baubeschreibung
Der Ursprung der Kirche geht auf eine Kirchenbaracke im Lazarett des Ersten Weltkriegs zurück. Diese wurde nach dem Krieg in der Republik als Vereinsheim und Theatersaal genutzt. Mit dem Jahr 1934 und der Errichtung des austrofaschistischen Systems kam es zur Wiederaufnahme der Nutzung als sogenannte Notkirche des Arbeiterwohnviertels Kriegsspital. Kardinal Theodor Innitzer weihte 1934 die Barackenkirche zu Ehren der Unbefleckten Empfängnis Marias. Nach dem Anschluss Österreichs musste im Jahre 1939 die Barackenkirche abgetragen werden, die Gläubigen des Kriegspitalviertels wurden der Vorstadtkirche zugewiesen. Nach dem Zweiten Weltkrieg 1945 gelang es, eine andere und letzte noch bestehende Baracke von der Liquidationsstelle der Deutschen Arbeitsfront zu erwerben, und die Seelsorge vor Ort wieder aufzunehmen.
Der Neubau der Kirche wurde in den Jahren 1957 bis 1959 nach den Plänen des Architekten Josef Patzelt als rechteckiger Betonbau mit flachem Walmdach, seitlichem Glockenturm und einem angebauten zweigeschoßigen Pfarrhof durchgeführt. Der junge Architekt hatte bereits bei Architektenwettbewerben gewonnen und wurde von Dompropst Prälat Leopold Uhl um einen Entwurf gebeten. Patzelt hatte bereits während des Zweiten Weltkrieges das Buch Neue Kirchen-Kunst in Geiste der Liturgie von Pius Parsch und Robert Kramreiter gelesen. Kramreiters Kirche an der Hohen Wand war Ausgangspunkt in seiner Entwurfsarbeit. Der Erstentwurf sah einen Zentralbau vor. Der Baudirektor Msgr. Alois Penall, soll nach Patzelt ihn "herunter" geholt haben, und es wurde ein zahmer Kirchenbau. Mit einer offenen angebauten Seitenkapelle wurde noch ein Rest von Konzentration gehalten. 
Entgegen üblichen Gestaltungsregelungen wagte Patzelt Drillingsfenster, als Hinweis auf den dreieinigen Gott, über dem Haupteingang und beim Turm, welche das umlaufende Gesimse nach oben zum Himmel hin durchbrechen. Im Langhausinneren gestaltete Patzelt ein Deckenband, welches die Gläubigen zum Altar hinführt. Die Apsis mit einem Radius von 4 m und 9 m Höhe ist halbkreisförmig der ersten frühkirchlichen Form nachempfunden und wurde durch ein großflächiges beeindruckendes Farbfenster mit Betonstegen nach französischen Vorbildern vom Maler Florian Jakowitsch aus Wiener Neustadt gestaltet.
Die Kirche wurde im Jahre 1959 von Kardinal Theodor Innitzer geweiht; nach einem Gelöbnis von Prälat Uhl wurde es zu Ehren des Unbefleckten Herzen Mariäs zur Pfarrkirche erhoben.
Die Orgel aus 1891 mit 2 Manualen und 13 Registern wurde von Johann M. Kauffmann gebaut.
Eine Glocke von Heinrich Reinhard aus dem Jahre 1617 mit einer Reliefdarstellung einer Kreuzigungsgruppe mit dem anbetenden Stifter Erzherzog Maximilian III. wurde von der Georgskirche (Burganlage Wiener Neustadt) im Jahre 1959 in die Pfarrkirche übertragen.